# زبان

زبان ابزاری برای ارتباط میان انسان‌ها

زبان، یک نظام ساختارمند برای برقراری ارتباط است. ساختار یک زبان، دستورزبان و اجزای آزاد آن، واژگان آن است. زبان‌ها، ابزار اصلی ارتباط انسان‌ها به حساب می‌آیند و می‌توانند از راه گفتار، نشانه یا نوشتار، منتقل شوند. بسیاری از زبان‌ها، از جمله زبان‌های رایج دنیا سامانه‌های نوشتاری دارند که امکان ضبط صداها یا نشانه‌ها را برای فعال‌سازی دوباره در آینده، فراهم می‌کنند. زبان انسان، به یک روش انتقال (دیداری، صوتی یا غیره)، وابسته نیست و بین فرهنگ‌ها در طول زمان، بسیار متغیر بوده‌است. انواع زبان‌ها در خانواده های زبانی مختلف قرار می‌گیرند.
زبان‌های انسانی از ویژگی‌های زایا بودن و قشرشکن بودن، برخوردارند و بر قراردادهای اجتماعی و یادگیری، متکی شده‌اند.
تخمین زده می‌شود که تعداد زبان‌های انسانی در جهان، بین ۵٬۰۰۰ تا ۷٬۰۰۰ زبان متفاوت باشد. برآوردهای دقیق به تمایز دلخواه (دوگانگی) بین زبان‌ها و گویش‌ها بستگی دارد. زبان‌های طبیعی می‌توانند صحبت شوند، نشان‌وار شوند یا هر دوی این ویژگی را داشته‌باشند. با این حال، هر زبانی را می‌توان با استفاده از محرک‌های شنیداری، دیداری یا لمسی در رسانه‌های ثانویه رمزگذاری کرد؛ برای مثال، نوشتن، سوت زدن، امضا کردن، یا خط بریل، نمونه‌هایی از این ویژگی هستند. به عبارت دیگر، زبان انسان، مستقل از وجه‌نمایی (منظور در بافت معناشناسی آن:modality-independent) است، اما زبان نوشتاری یا اشاره، راهی برای حک یا رمزگذاری گفتار یا حرکات طبیعی انسان است.
بسته به دیدگاه‌های فلسفی در مورد تعریف زبان و معنا، هنگامی که به عنوان یک مفهوم کلی استفاده می‌شود، «زبان» ممکن است به توانایی شناختی برای یادگیری و استفاده از سامانه‌های ارتباطی پیچیده یا توصیف مجموعه‌ای از قوانین تشکیل‌دهندۀ این سامانه اشاره داشته‌باشد، یا مجموعه‌ای از گفته‌هایی که می‌توان از آن قوانین تولید کرد. همۀ زبان‌ها برای ربط دادن نشانه‌ها به معانی خاص، به فرایند نشانه‌سازی یا همان semiosis متکی هستند. زبان‌های شفاهی، دستی و لمسی، حاوی یک سیستم واج‌شناختی هستند که نحوۀ استفاده از نمادها برای تشکیل دنباله‌هایی به نام واژه‌ها یا تکواژها را کنترل می‌کند. همچنین زبان، دارای یک سامانۀ نحوی است که نحوۀ ترکیب واژگان و تکواژها برای تشکیل عبارات و گفته‌ها را شکل می‌دهد.
به مطالعۀ علمی زبان، زبان‌شناسی می‌گویند. در جهان غرب، بررسی‌های انتقادی زبان‌ها، مانند فلسفۀ زبان، روابط بین زبان و اندیشه و غیره، از جمله اینکه کلمات چگونه تجربه را نشان می‌دهند، حداقل از زمان گرگیاس و افلاطون در تمدن یونان باستان، مورد بحث بوده‌است. متفکرانی مانند روسو (۱۷۱۲–۱۷۷۸) استدلال کرده‌اند که زبان از احساسات سرچشمه می‌گیرد، در حالیکه دیگران مانند کانت (۱۷۲۴–۱۸۰۴) معتقدند که زبان‌ها از تفکر عقلانی و منطقی سرچشمه می‌گیرند. فیلسوفان قرن بیستمی مانند ویتگنشتاین (۱۸۸۹–۱۹۵۱) اما استدلال می‌کنند که فلسفه در واقع مطالعۀ خود زبان است. از چهره‌های اصلی علم زبان‌شناسی تأثیرگذار در زبان‌شناسی نوین می‌توان به فردیناند دو سوسور و نوام چامسکی اشاره کرد.
تصور می‌شود که زبان به تدریج از سامانه‌های ارتباطی اولیۀ انسان‌تباران جدا شده‌است؛ زمانی که انسان‌های اولیه توانایی تشکیل یک نظریۀ ذهن و قصد مشترک را به دست آوردند. گاهی تصور می‌شود که این پیشرفت، با افزایش حجم مغز همزمان شده‌است و بسیاری از زبان‌شناسان بر این باورند که ساختارهای زبان را برای خدمت به عملکردهای ارتباطی و اجتماعی خاص، تکامل یافته‌اند. زبان در بسیاری از مکان‌های مختلف مغز انسان پردازش می‌شود، به ویژه در نواحی بروکا و ورنیکه. انسان‌ها زبان را از طریق تعامل اجتماعی در اوایل دوران کودکی به دست می‌آورند و کودکان معمولاً تا سه سالگی به نحوی روان صحبت می‌کنند. زبان و فرهنگ به هم وابسته هستند؛ از این رو، زبان علاوه بر کاربردهای کاملاً ارتباطی، دارای کاربردهای اجتماعی، از جمله دلالت بر هویت اجتماعی، قشربندی اجتماعی و نیز کاربرد برای آراستگی و سرگرمی اجتماعی است.
زبان‌ها در طول زمان دگرگون می‌شوند و تنوع می‌یابند. تاریخ تکامل آنها را می‌توان با مقایسۀ زبان‌های مدرن بازسازی کرد تا مشخص شود که زبان‌های اجدادی آنها باید چه ویژگی‌هایی داشته باشند تا مراحل بعدی رشد رخ دهد. گروهی از زبان‌ها که از یک اجداد مشترک می‌آیند به عنوان خانواده زبانی شناخته می‌شوند. (مانند زبان‌های هندواروپایی) در مقابل، زبانی که هیچ رابطۀ زنده یا غیرزنده‌ای با زبانی دیگر ندارد، زبان منزوی نامیده می‌شود. همچنین بسیاری از زبان‌های طبقه‌بندی‌نشده وجود دارند که روابط آنها ثابت نشده‌است، و «زبان‌های جعلی» نیز هستند که ممکن است اصلاً «وجود خارجی» نداشته باشند. اجماع پژوهشگران در حوزۀ زبان‌شناسی، این است که احتمالاً تا سال ۲۱۰۰ میلادی، بین ۵۰ تا ۹۰ درصد از زبان‌هایی که در آغاز سدهٔ بیست‌ویکم صحبت می‌شد، منقرض شود.

## تعاریف دقیق‌تر

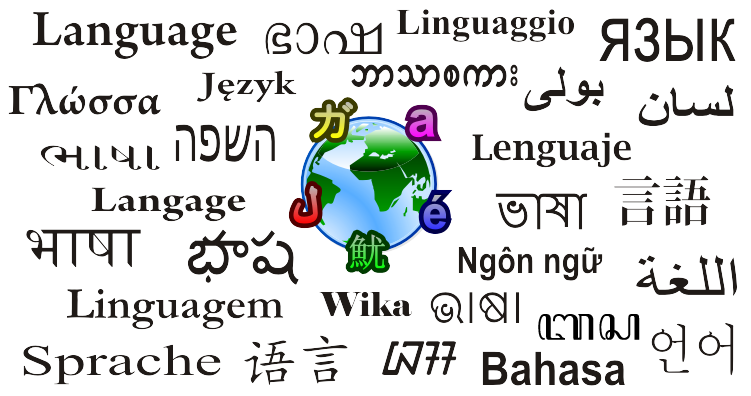
واژه "زبان" به زبان‌های مختلف

زبان، مجموعه‌ای از نشانه‌های قراردادی‌ست که در امتداد یک بُعد (زمان) برای انتقال پیام استفاده می‌شود. منظور از امتداد یک بعد این است که هر نشانه از پس نشانهٔ دیگری به نوبت می‌آید. مجموعهٔ نشانه‌ها در طول زمان مفهومی در ذهن انسان شکل می‌دهد. ویژگی‌ای که خاص زبان انسان (یا آنچه به‌طور اخص زبان می‌خوانیم) می‌باشد این است که کلامی را که به زبان خاص بیان شده‌است می‌توان دو بار تجزیه کرد. در تجزیهٔ بار نخست کلام را می‌توان به واحدهای معنایی کوچک‌تر—و به بیان دقیق‌تر از لحاظ معنایی بسیط—تجزیه کرد. به این واحدها تکواژ می‌گویند. در مرحلهٔ دوم هر تک‌واژ را می‌توان به واحدهای کوچک‌تر آوایی تقسیم کرد که از لحاظ کاربرد آوایی بسیط‌اند و از نظر معنایی فاقد معنا. به این جزءهای کوچک‌تر واج می‌گویند.
مثلاً جملهٔ «برگ سبز است» را می‌توان در تجزیهٔ بارِ نخست به سه تک‌واژ «برگ»، «سبز» و «است» تجزیه کرد. هر کدام از این اجزا تنها یک معنی را در ذهن تداعی می‌کنند و با شکستن به اجزای کوچک‌تر، فاقد معنی می‌شوند؛ پس به‌اصطلاح از لحاظ معنایی بسیطند. در تجزیهٔ دوم، این اجزا را می‌توان به واحدهای آوایی بسیط تقسیم کرد؛ مثلاً برگ را به چهار واحد (واج) "ب"، "ــــَـ"، "ر" و "گ" تجزیه کرد.
خاصیتی که زبان را از دیگر نظام‌های قراردادی برای انتقال پیام متمایز می‌کند، همین خاصیت تجزیهٔ دوگانه است که تا حد واحدهای بدون معنا (و تکرارشونده) پیش می‌رود.

### استعداد ذهنی، اندام زیستی یا غریزه
یک تعریف، زبان را اساساً به عنوان استعداد ذهنی (قوه ذهنی) می‌بیند که به انسان اجازه می‌دهد تا «رفتار زبانی» داشته باشد: این یعنی یادگیری زبان‌ها و تولید و درک گفته ها در یک زبان. این تعریف بر جهانی بودن زبان برای همه انسان‌ها تأکید می‌کند. بر این مبنای زبان یک ویژگی بیولوژیکی و ظرفیتی انسان است. نقش رشدی مغز انسان در یادگیری یک زبان در این تعریف نیز اهمیت بالقوه ای دارد. طرفداران این دیدگاه که انگیزه فراگیری زبان در انسان‌ها ذاتی است، استدلال می‌کنند که این امر با این واقعیت پشتیبانی می‌شود که همه کودکان از نظر شناختی عادی، هنگامی که در محیطی بزرگ انسانی که زبان در آن قابل دسترسی باشد تربیت شوند، بدون نیاز به آموزش رسمی زبان را فرا می‌گیرند. زبان‌ها حتی ممکن است در محیط‌هایی که افراد بدون زبان مشترک با هم زندگی می‌کنند یا با هم بزرگ می‌شوند، خود به خود رشد کنند. به عنوان مثال می‌توان به زبان‌های کریول و زبان‌های اشاره خود به خود توسعه یافته مانندزبان اشاره نیکاراگوئه‌ای اشاره کرد. در فلسفه غرب این دیدگاه را می‌توان در فیلسوفانی مانند کانت و دکارت ردیابی کرد. در این دیدگاه زبان را تا حد زیادی فطری دانسته می‌شود. مثال‌های معاصر آن نیز در، در نظریه دستور جهانی چامسکی، یا نظریه «extreme innatist theory» فیلسوف آمریکایی جری فودور وجود دارد. این نوع تعاریف اغلب در مطالعات زبان در چارچوب علوم شناختی و در عصب زبانشناسی به‌کار می‌روند.

### دستگاه صوری نمادها (Formal symbolic system)
تعریف دیگری، زبان را به عنوان یک دستگاه صوری از نمادها می‌داند که توسط قواعد دستوری ترکیب برای انتقال معنا اداره می‌شود. این تعریف تأکید می‌کند که زبان‌های انسانی را می‌توان به عنوان سیستم‌های ساختاری بسته‌ای توصیف کرد که شامل قوانینی است که نشانه‌های خاص را به معانی خاصی مرتبط می‌کند.  این دیدگاه ساختارگرایانه از زبان برای اولین بار توسط فردیناند دو سوسور معرفی شد و ساختارگرایی او برای بسیاری از رویکردهای زبان، پایه و اساس باقی مانده است.
برخی از پشتیبانان دیدگاه سوسور، از زبان از رویکردی صوری (فورمالیستیک) حمایت می‌کنند. در این رویکرد، ساختار زبان با شناسایی عناصر اساسی آن و سپس با ارائۀ گزارش صوری از قوانینی که بر اساس آن عناصر ترکیب می‌شوند تا کلمات و جملات تشکیل شوند، مورد مطالعه قرار می‌گیرد. پشتیبان اصلی چنین نظریه ای نوام چامسکی است، مبتکر نظریه دستور زایشی، که زبان را ساختن جملاتی تعریف کرده‌است که با استفاده از دستور گشتاری تولید می‌شوند.  چامسکی این قواعد را ویژگی فطری ذهن انسان و مبانی اصلی ذات زبان می‌داند. چنین دستورهای گشتاری معمولاً در منطق صوری، در زبان‌شناسی صوری و در زبان‌شناسی محاسباتی کاربردی استفاده می‌شوند. در فلسفه زبان، دیدگاه معنای زبانی که در روابط منطقی بین گزاره‌ها و واقعیت قرار دارد، توسط فیلسوفانی مانند آلفرد تارسکی، برتراند راسل و دیگر منطق‌دانان صورت‌گرا توسعه یافت.

### ابزاری برای ارتباط

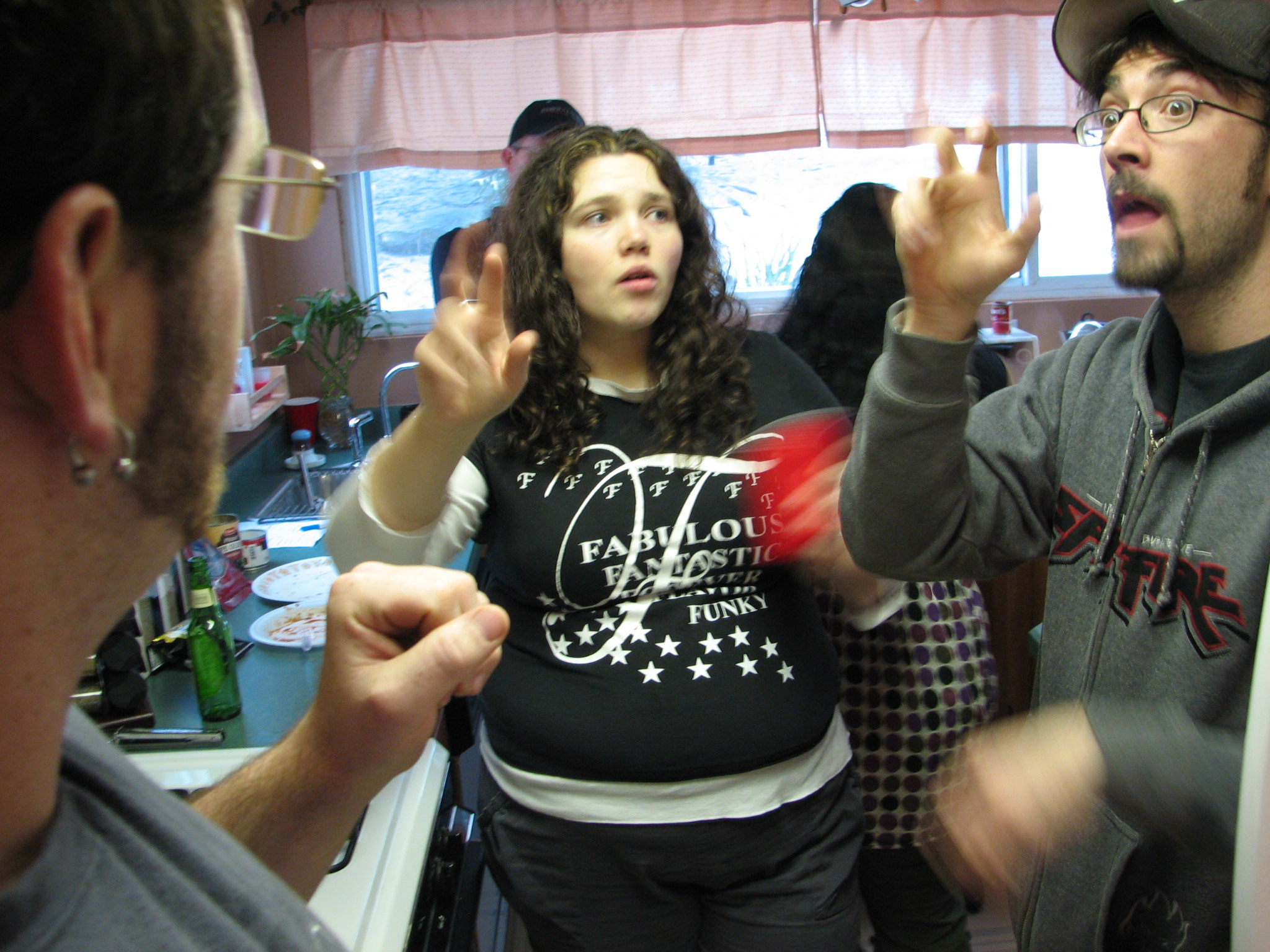
مکالمه‌ای که یه زبان اشاره آمریکایی در حال رخ دادن است.

تعریف دیگری زبان را به عنوان یک سیستم ارتباطی می‌داند که انسان را قادر می‌سازد تا گفتارهای کلامی یا نمادین را مبادله کند. این تعریف بر کارکردهای اجتماعی زبان و این واقعیت تأکید دارد که انسان‌ها از آن برای بیان خود و دستکاری اشیاء در محیط خود استفاده می‌کنند. زبان‌شناسی نقش‌گرا ساختارهای دستوری را با کارکردهای ارتباطی آن‌ها توضیح می‌دهند و ساختارهای دستوری زبان را نتیجه یک فرایند تطبیقی می‌دانند که بوسیله آن گرامر برای خدمت به نیازهای ارتباطی کاربرانش «طراحی شده‌است».
این دیدگاه از زبان با مطالعه زبان در چارچوب‌های عمل‌گرایانه، شناختی و تعاملی و همچنین در زبان‌شناسی اجتماعی و انسان‌شناسی زبانی مرتبط است. نظریه‌های کارکردگرا تمایل دارند دستور زبان را به‌عنوان پدیده‌های پویا، به‌عنوان ساختارهایی که همیشه در حال تغییر هستند و با استفاده از سخنرانانشان مطالعه کنند. این دیدگاه به مطالعه رده‌شناسی زبان‌شناختی یا طبقه‌بندی زبان‌ها بر اساس ویژگی‌های ساختاری اهمیت می‌دهد، زیرا می‌توان نشان داد که فرآیندهای دستوری‌شدگی به دنبال مسیرهایی هستند که تا حدی به رده‌شناسی وابسته هستند. در فلسفه زبان، دیدگاه پراگماتیک (یا همان عمل‌گرایانه) به عنوان محوری برای زبان و معنا اغلب در آثار متاخر ویتگنشتاین و در فیلسوفان زبانی چون پل گرایس، ویلارد کواین، جان سرل و جان لانگشاو آستین دیده‌می‌شود.

### ویژگی‌های متمایز زبان انسان
بسیاری از ویژگی‌های زبان انسان که آن را از «زبان» جانوران متمایز می‌کند توسط چارلز هاکت توصیف شده‌اند و ویژگی‌های طراحی (design features) زبان انسان نامیده می‌شوند.
سامانه‌های ارتباطی که توسط جانوران دیگر مانند زنبورها یا میمون‌ها استفاده می‌شوند، سامانه‌های بسته‌ای هستند که تعداد بسیار محدودی از ایده‌های ممکن را که ممکن است توسط زبان انسان بیان شود را بیان می‌کنند. در مقابل، زبان انسان بی پایان و سازنده است، به این معنی که به انسان اجازه می‌دهد تا طیف وسیعی از گفته‌ها را از مجموعه محدودی از عناصر تولید کند، و کلمات و جملات جدیدی خلق کند. این ام به دلیل مبتنی بودن زبان انسان یک قاعده و قانون دوگانه است. در این قانون تعداد محدودی از عناصر که به خودی خود بی‌معنا هستند (مثلاً صداها، حروف یا حرکات) را می‌توان با هم ترکیب کرد تا تعداد نامحدودی از واحدهای معنی‌دار بزرگ‌تر را (مانند کلمات و جملات) تشکیل داد. با این حال، یک مطالعه نشان داده‌است که یک پرنده استرالیایی به نام پرنده لیکویی تاج‌بلوطی، قادر است از عناصر صوتی یکسانی در آرایش‌های مختلف برای ایجاد دو آواز از لحاظ عملکردی مجزا استفاده کند. به‌علاوه، لیکوی ابلق جنوبی توانایی تولید دو آواز از لحاظ عملکردی متمایز و متشکل از یک نوع صدا را نشان داده‌اند که تنها با تعدد در عناصر تکراری قابل تشخیص هستند.
چندین گونه از جانوران ثابت کرده‌اند که می‌توانند اشکال ارتباطی را از طریق یادگیری اجتماعی به دست آورند: برای مثال یک بونوبو به نام کانزی یادگرفت که با استفاده از مجموعه‌ای از لکسیگرم نمادین خود را بیان کند. به همین ترتیب، بسیاری از گونه‌های پرندگان و نهنگ‌ها آوازهای خود را با تقلید از اعضای دیگر هم‌گونه‌هایشان یادمی‌گیرند. با این حال، در حالی که برخی جانوران ممکن است توانایی استفاده از تعداد زیادی از کلمات و نمادهای انسانی را به دست آورند، هیچ‌کدام نخواهند توانست به‌طور قابل توجه‌ای نشانه‌های مختلف را که عموماً توسط یک انسان متوسط ۴ ساله استفاده می‌شود را یاد بگیرند. همچنین هیچ چیز مشابه دستور زبان پیچیده زبان انسان در آنها به دست نیامده است.
زبان‌های انسانی با سامانه‌های ارتباطی جانوران تفاوت دارند. آنها از دسته‌بندی‌های دستوری و معنایی مانند اسم و فعل، حال و گذشته که ممکن است برای بیان معانی بسیار پیچیده استفاده شوند، بهره می‌برند. زبان انسان با خاصیت بازگشتی متمایز می‌شود: به عنوان مثال، یک عبارت اسمی می‌تواند شامل عبارت اسمی دیگری باشد (مانند [the chimpanzee]'s lips]]) یا یک بند می‌تواند شامل بند دیگری باشد (مانند " [[I see [the dog is running]]]] "). زبان انسانی تنها سیستم ارتباطی طبیعی شناخته شده‌ای است که سازگاری آن را می‌توان مستقل از وجه‌نمایی نامید. این بدان معنی است که زبان انسان نه تنها برای ارتباط از طریق یک کانال یا ابزار، بلکه از چندین طریق استفاده می‌شود. برای مثال، زبان گفتاری از وجه شنیداری، در حالی که زبان اشاره و نوشتار از وحه بصری و نوشتار بریل از وجه لمسی استفاده می‌کند.
زبان انسان از این جهت غیرمعمول است که می‌تواند به مفاهیم انتزاعی و رویدادهای تصوری یا فرضی و نیز رویدادهایی که در گذشته اتفاق افتاده یا ممکن است در آینده رخ دهد اشاره کند. این توانایی برای اشاره به رویدادهایی که همزمان یا در مکان رویداد گفتاری نیستند، قشرشکنی نامیده می‌شود، و در حالی که برخی از سامانه‌های ارتباطی جانوران می‌توانند از قشرشکنی استفاده کنند (مانند ارتباط زنبورها که می‌توانند مکان منابع شهدی را که دور از چشمشان است و آنرا نمی‌بینند ارتباط دهند)، میزان استفاده از آن در زبان انسان نیز منحصر به فرد در نظر گرفته می‌شود.

## منشأ و خاستگاه زبان
برخی از نظریه‌ها بر این ایده مبتنی هستند که زبان آنقدر پیچیده‌است که نمی‌توان تصور کرد که به سادگی از هیچ در شکل نهایی خود ظاهر شده باشند. بر اساس این دیدگاه، زبان باید از سیستم‌های «پیش از زبانی» پیشین در میان اجداد ما و قبل از انسان تکامل یافته باشد. این نظریه‌ها را می‌توان نظریه‌های مبتنی بر تداوم (continuity-based theories) نامید. دیدگاه مخالف این است که زبان آنقدر ویژگی منحصر به فرد انسانی است که نمی‌توان آن را با چیزی که در میان غیرانسان‌ها یافت می‌شود مقایسه کرد و بنابراین باید به‌طور ناگهانی در گذار از ماقبل انسان به انسان اولیه ظاهر شده باشد. این نظریه‌ها را می‌توان به عنوان مبتنی بر ناپیوستگی (discontinuity-based theories) تعریف کرد. به‌طور مشابه، نظریه‌های مبتنی بر دیدگاه زاینده زبان که توسط نوام چامسکی پیش‌گام بود، زبان را بیشتر به‌عنوان یک توانایی ذاتی می‌بیند که عمدتاً از نظر ژنتیکی رمزگذاری شده‌است، در حالی که نظریه‌های کارکردگرا آن را سیستمی می‌دانند که عمدتاً فرهنگی است و از طریق تعامل اجتماعی آموخته می‌شود.

## زبان انسان
انسان موجودی اجتماعی است و یکی از مهم‌ترین نیازهای او برقراری ارتباط با هم‌نوعان و ایجاد رابطۀ تفهیم و تفاهم است و زبان، مهم‌ترین ابزار این ارتباط است.
زبان، مجموعه‌ای از نشانه‌های قراردادی است که به‌وسیلۀ آن، مقصود خود را به دیگران می‌رسانیم. در زبان‌شناسی به هر واژه یک نشانه می‌گویند. این نشانه‌ها صوتی، نوشتاری یا اشاره‌ای هستند؛ بدین ترتیب، زبان انسان به سه بخش تقسیم می‌شود (سه الگوی زبانی انسان):
1. زبان گفتاری: زبانی است که نشانه‌های آن، صوتی هستند و همه از آغاز زندگی با آن آشنا می‌شوند و عموماً هر زبان‌آموزی پیش از ورود به دبستان، به‌خوبی از مهارت سخن گفتن برخوردار است.
2. زبان نوشتاری: زبانی است که نشانه‌های آن، خطی است. این زبان، پس از زبان گفتاری و معمولاً از ابتدای دورۀ دبستان آموزش داده می‌شود.
3. زبان اشاره: زبانی است که نشانه‌های آن، اشاره‌ای است. این زبان، بیشتر به افراد ناشنوا آموزش داده می‌شود و با آن می‌توان حتی با نوزادان کوچکی که هنوز زبان گفتاری را نیاموخته‌اند، ارتباط برقرار کرد.[۳۱][۳۲]

## بررسی زبان و زبان‌شناسی
دانش بررسی زبان به سده‌های پیش برمی‌گردد و کهن‌ترین نمونهٔ بررسی سامانمند زبان از هندوستان است. در آنجا شخصی به نام پانینی در سدهٔ ۵ پیش از میلاد به مطالعهٔ جامع و علمی زبان سانسکریت پرداخت و اصول استواری از زبانشناسی را بنیان نهاد. وی مفاهیمی مانند واج، تکواژ و غیره را سده‌های پیش‌تر از زبان‌شناسان غربی، درک و توصیف کرد.
در خاورمیانه، سیبویه، زبان‌شناس برجستهٔ ایرانی، اواخر عمرش توصیفی جامع و زبان‌شناسانه از زبان عربی در شاهکار خود به نام (به عربی: «الکتاب فی النحو») («دستورنامه») به‌دست داد. وی در این کتاب، نظریهٔ آواشناسی و واج‌شناسی ویژه‌ای پدید آورد.
در غرب، پیشرفت دانش ریاضیات و دیگر سیستم‌های مشخص در سدهٔ بیستم میلادی، منجر به کوشش دانشوران در مطالعهٔ علمی زبان به عنوان یک «نشانهٔ معنایی» شد. این کوشش‌ها به پیدایش رشته‌ای از دانش به نام زبانشناسی انجامید که بنیان‌گذار آن، فردینان دو سوسور است.
نوام چامسکی از زبان‌شناسانی است که نظریاتش انقلابی در این رشته به‌وجود آوردند. او معتقد است اصول و خصوصیات زبان در انسان، ذاتی و «به‌طور ارثی برنامه‌ریزی‌شده» است و محیط پیرامون کودک، تنها نقش محرک را برای یادگیری زبان مادری ایفا می‌کند. کودک، مجموعهٔ محدودی از اطلاعات را از محیط زبانی خویش می‌گیرد و خود قادر است ترکیبات جدیدی بسازد. نظریه‌پردازان، پیش‌تر معتقد بودند زبان مادری، تنها از راه شنیدن گفتار اطرافیان و به صورت اکتسابی وارد مغز کودک می‌شود.

## زبان بدن
به انتقال پیام‌های غیرزبانی میان افراد که توسط اعضای بدن و حرکات صورت انجام می‌گیرد، زبان بدن (Body language) می‌گویند.

## زبان‌های مرده و منقرض‌شده
بر اساس برخی از تعاریف، زبان منقرض‌شده به زبانی گفته می‌شود که دیگر هیچ گویشوری ندارد، در حالیکه زبان مرده زبانی است که دیگر، کسی آن را به عنوان زبان اصلی خود صحبت نمی‌کند و یا اینکه می‌تواند به این معنا باشد که دیگر از آن زبان خیلی وقت می‌گذرد که کسی استفاده نمی‌کند.

## زبان بر اساس نظریهٔ مجموعه‌ها
مقالهٔ اصلی: زبان‌های صوری
در تئوری محاسبات، زبان به یک مجموعهٔ رشته‌ها بر روی یک الفبا گفته می‌شود. منظور از الفبا مجموعه‌ای از نمادهای زبان است، و عبارت «یک رشته بر روی الفبا» به یک توالی متناهی از سمبل‌های الفبا اشاره دارد.

## زبان‌های فراساخته
برخی از افراد و یا گروه‌ها به‌خاطر دلایل شخصی، کاربردی، ایدئولوژیکی یا برای آزمایش، زبان‌های فراساخته (مصنوعی) خود را پدیدآورده‌اند. زبان‌های کمکی فرامرزی (بین‌المللی) اغلبْ زبان‌های فراساخته‌ای هستند که سعی شده است ساده‌تر از زبان‌های طبیعی باشند. سایر زبان‌های فراساخته به گونه‌ای ایجاد شده‌اند که منطقی‌تر از زبان‌های طبیعی باشند؛ از نمونه‌های مشهور این زبان‌ها زبان لژبان (Lojban) است.
برخی از نویسندگان، از جمله تالکین با هدف‌هایی چون ادبیات، هنر یا دلایل شخصی، زبان‌های تفننی آفریده‌اند. در سال‌های اخیر؛ طرفداران مجموعۀ تلویزیونی پیشتازان فضا، زبان نژاد کلینگان (Klingon) را که دارای دستورزبان و واژگان ویژۀ خود است، گسترش داده‌اند.
زبان اسپرانتو نیز زبانی علمی یا فراساخته است. این زبان توسط لودویک لازاروس زامنهوف ساخته شد.
اسپرانتو به علت ساختار علمی و آسانِ خود، مورد توجه متفکران و دانشمندان با ملیّت‌های گوناگون قرار گرفته و به‌خاطر ویژگی‌های منحصر به فرد آن، سازمان علمی، فرهنگی و تربیتی سازمان ملل متحد (یونسکو) در سال ۱۹۵۴ (میلادی) به اتفاق آرا، آن را به عنوان زبان بین‌المللی و بی‌طرف به رسمیت شناخت و آموزش اسپرانتو را به تمامی کشورهای عضو خود توصیه کرد.

## تأثیر بر فکر
بسیاری از پژوهشگران، زبان را نقش اساسی در شکل‌گیری فکرها می‌دانند. انگلیسی‌زبانان معمولاً زمان را به شکل خطی افقی می‌بینند؛ به عنوان مثال، یک انگلیسی‌زبان برای چیدن عکس‌های قدیمی تا جدید، آنها را از چپ شروع کرده و در راست به انتها می‌رساند؛ مانند نوشتن متن انگلیسی. اما یک عرب‌زبان، زمان را به شکل خط افقی از راست به چپ می‌بیند. بدین ترتیب، یک عرب‌زبان بیشتر وقت‌ها برای چیدن عکس‌ها، از راست شروع کرده و در چپ به انتها می‌رساند. از طرفی، ماندارین‌زبانان، اغلب اوقات، زمان را به شکل خطی عمودی تصور می‌کنند که بالای خط، نشان‌دهندۀ گذشته، و پائین، نشان‌دهندۀ آینده است.